# Эбрульф Ушский
Эбрульф, игумен Ушский (626 — 706). Памятный день 29 декабря.
Святой Эбрульф (Ebrulf, Ebrulfus), или Эвруль (Evroult) родился в Байё (Bayeux), что в Нормандии. Служил при дворе короля Хильдеберта III (Childebert III) и Хильперика II. Он и его супруга расстались по согласию, и каждый ушёл в свой монастырь. Он отправился в монастырь Дё Жюмо (Deux Jumeaux), что в Байё. Будучи отшельником в лесу Уш (Ouche), что в Нормандии, он привлёк столь много сотоварищей, что пришлось основывать монастырь.
C XII века его мощи находятся в разных местах. После раздела Нормандии они были перенесены в Орлеан. Известно посвящённое ему ежегодное паломничество в Пре-Сент-Эвру. Ко св. Эбрульфу обращаются при кожных заболеваниях, заболеваниях крови, лихорадке, безумии, при прыщах, которые так и называют «цветы св. Эбрульфа», а также о защите скота.